# Замок Каппанакусс

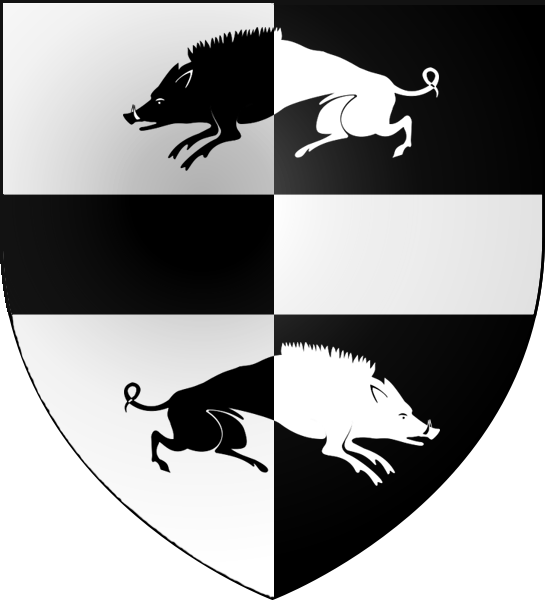
Герб вождів клану О'Салліван.

Замок Каппанакусс (англ. Cappanacuss Castle) — один із замків Ірландії, розташований в графстві Керрі, біля селищ Кенмар, Снім та Темпленоу. Нині замок лежить в руїнах.

## Історія замку Каппанакусс
Замок Каппанакус належав ірландському клану О'Салліван. Вожді клану О'Салліван Мор були лордами Дункеррон. Але згідно кланових законів Ірландії вони повинні були називатися лордами Каппанакус. Замок Каппанакус, що біля Кенмейр мав би бути офіційною резиденцією вождів клану О'Салліван. Під час конфіскацій Олівера Кромвеля в 1652 році клан О'Салліван був вигнаний зі своїх земель. Замок Каппанакус був дарований серу Вільяму Петті. Після реставрації монархії клан О'Салліван вперто домагався повернення йому всіх конфіскованих земель.
Одним із найвідоміших вождів клану О'Салліван був Джон О'Салліван — сподвижник і співрозмовник принца Бонні Чарлі — «нового самозванця», що підняв повстання в Шотландії — повстання якобітів в 1745—1746 роках.
Джон О'Салліван народився в замку Каппанакусс в 1700 році. Збереглися мемуари, де описується його життя. Батьки Джона не шкодували грошей, щоб їх син здобув осіту і став справжнім джентльменом. Вони були католиками, тому змушені були відправити сина в Париж — найкраще місто у світі для виховання молоді. У віці 15 років Джон О'Салліван поїхав до Риму і став вивчати релігію і теологію. Потім він повернувся до Ірландії, коли його батьки померли. Він продав все, що лишилося від їх маєтків. Він повернувся до Франції і став секретарем французького маршала Міллебоя і наставником його сина.
З маршалом Міллебоєм він служив на Корсиці в 1739 році і став непоганим спеціалістом з партизанської війни. У 1744 році він приєднався до вигнанця принца Бонні Чарлі і став його ад'ютантом. Батько Чарльза — «старий претендент», написав своєму синові з Риму: «Мені дуже приємно, що О'Салліван зараз з Вами, це буде для вас і полегшення і перевага, ви зможете залежати від нього».
У 1745 році Чарлі жив у Пікардії і готував військову експедицію до Шотландії, щоб повернути корону для себе і свого батька. Він оточував себе ірландськими офіцерами, деякі з яких були ветеранами, які воювали у лавах армії його діда — короля Джеймса II і були у битві на річці Бойн у 1690 році. З 1633 року Париж і Рим були центрами інтриги проти престолу Англії, який був колись втрачений королем Джеймсом II . Син останнього жив у Римі та був відомий його послідовникам як Джеймс III — король Англії та Джеймс VIII — король Шотландії. Багато засланих ірландців зібралося під прапорами Джеймса III та його синів, Чарльза та Генріха (що став кардиналом).
16 липня 1745 року Чарльз вирушив до Шотландії з двома кораблями: «Дю Тейлай», яким командував ірландець Ентоні Велш, та «Єлизавета» — 67-гарматний фрегат, яким командував ще один ірландець — Волтер Рутледж. «Елізабета» перевезла 70 чоловіків, 1500 мушкетів та іншу зброю. На борту «Дю Тейлая» з Чарльзом були: Вільям Мюррей — ІІ герцог Атолл у Шотландії, полковник Френсіс Стрікленд — англієць, Енеас Мак Дональд — скарбничий експедиції та четверо ірландців: сер Томас Шерідан — ветеран Бойн та один наставник принца Чарльза, Джордж Келлі, Сер Джон Мак Дональд, полковник Джон О'Салліван з Капанакуса.
Через кілька днів на морі кораблю «Єлизавета» довелося повернутися до Бреста, коли на нього напав і сильно пошкодив британський фрегат «Лев» і її капітан загинув. Тому Чарльз був без людей, зброї та боєприпасів.
«Дю Тейлай» висадився 24 липня на Західному узбережжі Шотландії в Лох-на-Нум, де місцеві клани зустріли Чарльза холодно і всі, крім О'Саллівана та Ентоні Волша, закликали Чарльза повернутися до Франції. Але незабаром клани Макдональд, Стюарт, МакЛауд, Камерон і багато інших кланів зібралися під його прапори, а уряд Великої Британії поставив за його голову нагороду в 30 000 фунтів стерлінгів. О'Салліван став в той час був другою найвідомішою людиною в Шотландії. Чарльз відповів, призначивши нагороду в 30 фунтів стерлінгів за голову короля Георга II, але його радники закликали підняти суму до рівня, що було запропоновано для його власного захоплення. До вересня Чарльз перебував на шляху до Единбурга з 5000 бійцями та 500 кінними під двома генералами-лейтенантами: лордом Джорджем Мюрреєм та герцогом Пертом. Джон О'Салліван отримав армію і звання генерал-полковника.
О'Салліван і Дональд Кемерон з Лохіеля з дев'ятьма сотнями горців захопили Единбург і проголосили Чарльза регентом Шотландії, а його батька оголосили королем Англії Джеймсом (Яковом) III Англії та королем Шотландії Джейисом VIII. Англійські джерела пишуть, що успіхом ця військова компанія завдячує О'Саллівану.
Армія якобітів досягла Дербі, але проти них було кинуто великі сили британської армії. Лорд Мюррей радив Чарльзу відступити в Шотландію, але Чарльз відмовився, заявивши, що його мета — Лондон. Повстанці-якобіти отримали ще кілька перемог, але зрештою були розбиті в битві під Куллоден. Чарлі та О'Салліван відступили в гори Шотландії і переховувались деякий час. Притулок Чарльзу надав клан МакДональд, що сховав його на острові Скай.
1 жовтня 1746 року О'Саліван був на борту французького корабля, що протидіяв англійському кораблю, що шукав Чарльза біля берегів Шотландії. Його завданням було також відвідати Норвегію і знайти нейтральний корабель на якому Чарльз міг би покинути Британські острови. Чальз зумів успішно втекти до Франції, О'Салліван був висвячений ним у лицарі. О'Салліван у вигнанні одружився з Луїзою Фіцджеральд. У них був син сер Томас Герберт О'Салліван, що служив в ірландській бригаді французької армії. Потім він виїхав до Америки, брав участь у війні за незалежність колоній на стороні британської армію в той час як його двоюрідний брат воював на стороні революційної армії колоністів. Потім Томас О'Салліван переїхав до Голландії, де і помер у 1824 році.
Син Томаса — сер Джон Вільям Томас Джеральд О'Салліван отримав освіту в Монреалі, поселився в США та став громадянином Америки. Він був американським консулом на Канарських островах і в Магадорі в Африці. Після «романтичної кар'єри та успішної авантюри» він був потонув у морі в травні 1825 року, намагаючись врятувати екіпаж корабля, що зазнав аварії.
Сер Вільям О'Салліван (старший син сэра Джона) був лейтенантом військово-морського флоту США і пропав в океані.
Сер Джон Луї О'Салліван — молодший брат Вільяма народився в Гібралтарі 1813 року. Він був міністром Сполучених Штатів, послом суддею в Португалії 1854—1858 роках. У листі від Лісабона від 26 серпня 1861 року він пише: «Я останній з нашого роду. Смерть, здається, переслідує нас. Незабаром наш рід урветься, завершиться мною…». Цей останній прямий нащадок Джона О'Саллівана з Каппанакусса помер 24 березня 1895 року в Нью-Йорку.
Руїни замку Каппанакусс досі стоять, хоч і занедбані і всіма забуті.